# Серамацони
Серамацо̀ни (на италиански: Serramazzoni, на местен диалект la Sèra, ла Сера) е градче и община в северна Италия, провинция Модена, регион Емилия-Романя. Разположено е на 791 m надморска височина. Населението на общината е 8099 души (към 2012 г.).